# Balimo
Balimo – miasto w Papui-Nowej Gwinei, w Prowincji Zachodniej. Liczba mieszkańców: 4369 (2013).